# إد كونينغهام
إد كونينغهام (بالإنجليزية: Ed Cunningham)‏ هو لاعب كرة قدم أمريكية ومعلق رياضي أمريكي، ولد في 17 أغسطس 1969 في واشنطن العاصمة في الولايات المتحدة.

## وصلات خارجية
- إد كونينغهام على موقع مرجع كرة القدم المحترفة.كوم (الإنجليزية)
- إد كونينغهام على موقع IMDb (الإنجليزية)